# گمینا کوروووکا
گمینا کوروووکا (به لهستانی:  Gmina Kuryłówka) یک گمینا در لهستان است که در شهرستان لژایسک واقع شده‌است. گمینا کوروووکا ۱۴۱٫۲۵ کیلومتر مربع مساحت و ۵٬۷۳۳ نفر جمعیت دارد.